# Tindale (Cumbria)
Koordinaten: 54° 55′ 38,5″ N, 2° 35′ 53,2″ W

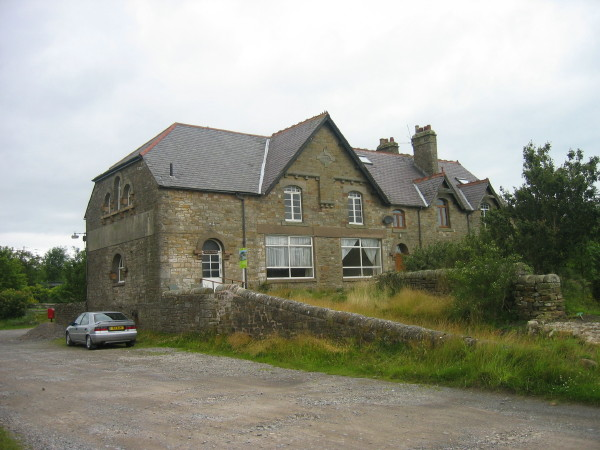
The Emporium, Tindale

Tindale oder Tindale Fell  ist ein Weiler in der Civil parish Farlam in der Unitary Authority Cumberland im Nordwesten Englands. Es liegt südlich der A689 von Brampton nach Alston. Es ist ein früherer Minenort. Kohle und Blei wurden hier abgebaut. Kalkstein wurde hier ebenfalls gewonnen.
Im 19. Jahrhundert wurde eine Zinnschmelze in Tindale betrieben, für die Wasser aus dem nahen Tindale Tarn abgeleitet wurde.